# Эскадренные миноносцы типа B
Эскадренные миноносцы типа B — тип эскадренных миноносцев, состоявший на вооружении Королевских ВМС Великобритании в 1930-е годы и в период Второй мировой войны. Вторая серия британских межвоенных серийных эсминцев (т. н. «стандартные» эсминцы). В качестве лидера флотилии был спроектирован эсминец HMS Keith.

## История создания и особенности конструкции
Эскадренные миноносцы типа B представляли собой вариант предыдущего типа A, отличаясь лишь усиленным противолодочным вооружением за счет снятия трального. На стадии проектирования предполагалось сохранить тральное вооружение, одновременно перейдя на пятитрубные торпедные аппараты за счет сокращения числа орудий с четырех до трех. Корабли строились по программе 1928 года, заложены на различных верфях в 1929, спущены в 1930 и вошли в состав флота в 1931 году.
В качестве лидера флотилии эсминцев типа B был спроектирован и построен эскадренный миноносец HMS Keith. В отличие от лидера флотилии эсминцев типа A (HMS Codrington), он практически не отличался от «рядовых» кораблей серии своими размерами. В результате этого помещений корабля оказалось недостаточно для размещения всего штаба флотилии и один из эсминцев типа B, HMS Blanche, был переоборудован в качестве дивизионного лидера.

## Вооружение

### Артиллерия главного калибра
Артиллерия главного калибра состояла из четырёх 120-мм орудий Mark IX. Максимальный угол возвышения 30°, снижения 10°. Масса снаряда 22,7 кг, начальная скорость 807 м/с, дальность при максимальном угле возвышения: 14 450 м. Орудия обладали скорострельностью 10 — 12 выстрелов в минуту. Боезапас включал в себя 190 выстрелов на ствол.

### Зенитное вооружение
Зенитное вооружение составляли пара Пом-пома (боезапас включал в себя 500 патронов на орудие) и четыре пулемёта Льюиса с запасом 2000 патронов на ствол.

### Торпедное вооружение
Торпедное вооружение включало в себя два 533-мм четырёхтрубных торпедных аппарата.

## Служба и модернизации
Эскадренные миноносцы типа B приняли активное участие в боевых действиях Второй мировой войны. Пять эсминцев (включая лидер флотилии HMS Keith, погибло. В 1944 году HMS Boreas был передан Королевским военно-морским силам Греции и переименован в «Саламис» (возвращён Великобритании в 1951 году и продан на слом). Пережившие войну эсминцы были сразу же по её окончании выведены из состава флота и в последующие годы разобраны на металл.
В ходе войны корабли неоднократно подвергались модернизациям и смене вооружения. За счёт снятия торпедных аппаратов усиливалось зенитное вооружение (76-мм орудие), за счёт снятия кормового орудия — противолодочное (добавлены дополнительные бомбомёты, увеличено число глубинных бомб). Лёгкое зенитное вооружение также неоднократно изменялось в ходе войны. Полное водоизмещение эсминцев типа B в конце войны достигало 1930—1990 т.

## Список эсминцев типа[3][6]

### Лидер флотилии
| Номер вымпела | Название  | Верфь-строитель   | Дата закладки | Дата спуска на воду | Дата вступления в состав флота | Дата вывода из состава флота/гибели | Судьба                                  |
| ------------- | --------- | ----------------- | ------------- | ------------------- | ------------------------------ | ----------------------------------- | --------------------------------------- |
| H06           | HMS Keith | Vickers-Armstrong | октябрь 1929  | 10 июля 1930        | июнь 1931                      | 1 июня 1940                         | Потоплен германской авиацией у Дюнкерка |

### Серийные корабли
| Номер вымпела | Название      | Верфь-строитель                       | Дата закладки   | Дата спуска на воду | Дата вступления в состав флота | Дата вывода из состава флота/гибели | Судьба                                                                                              |
| ------------- | ------------- | ------------------------------------- | --------------- | ------------------- | ------------------------------ | ----------------------------------- | --------------------------------------------------------------------------------------------------- |
| H11           | HMS Basilisk  | John Brown & Company                  | 19 августа 1929 | 6 августа 1930      | март 1931                      | 1 июня 1940                         | Тяжело поврежден германской авиацией у Дюнкерка, оставлен экипажем и добит эсминцем HMS Whitehall   |
| H30           | HMS Beagle    | John Brown & Company                  | 11 октября 1929 | 26 сентября 1930    | апрель 1931                    | 1946                                | Исключён из состава флота, разобран на металл                                                       |
| H47           | HMS Blanche   | Hawthorn Leslie and Company           | 31 июля 1929    | 29 мая 1930         | февраль 1931                   | 13 ноября 1939                      | Погиб на германской морской мине в устье Темзы                                                      |
| H65           | HMS Boadicea  | Hawthorn Leslie and Company           | 12 июня 1929    | 23 сентября 1930    | апрель 1931                    | 13 июня 1944                        | Потоплен двумя германскими авиаторпедами в 12 милях юго-западнее Портленда                          |
| H77           | HMS Boreas    | Palmers Shipbuilding and Iron Company | 22 июля 1929    | 11 июня 1930        | февраль 1931                   | 1951                                | В 1944 году передан Греции, переименован в «Саламис». Возвращён Великобритании и продан на слом.    |
| H80           | HMS Brazen    | Palmers Shipbuilding and Iron Company | 22 июля 1929    | 25 июля 1930        | апрель 1931                    | 21 июля 1940                        | Затонул при буксировке после тяжёлых повреждений, нанесённых германской авиацией в Дуврском проливе |
| H84           | HMS Brilliant | Swan Hunter                           | 9 июля 1929     | 19 октября 1930     | февраль 1931                   | 1947                                | Исключён из состава флота, разобран на металл                                                       |
| H91           | HMS Bulldog   | Swan Hunter                           | 10 августа 1929 | 6 декабря 1930      | апрель 1931                    | 1946                                | Исключён из состава флота, разобран на металл                                                       |